# Bandiera degli Stati Uniti delle Isole Ionie
La bandiera degli Stati Uniti delle Isole Ionie fu utilizzata tra il 1815 e il 1864. La bandiera consisteva nell'insegna blu britannica con il leone di San Marco della bandiera della Repubblica delle Sette Isole Unite contornata da bordo rosso.

## Storia
Gli Stati Uniti delle Isole Ionie vennero istituiti in forza del trattato di Parigi stipulato nel 1815 al congresso di Vienna. Le isole venivano messe sotto protettorato del Regno Unito.
Nell'articolo 1 della VI sezione del trattato si descriva la nuova bandiera. Gli Stati Uniti delle Isole Ionie dovevano utilizzare la bandiera della Repubblica delle Sette Isole Unite, che ritraeva un leone di San Marco con in mano una Bibbia su sfondo blu, con la bandiera del Regno Unito nell'angolo superiore più vicino al pennone, per simboleggiare il protettorato britannico.

## Utilizzo marittimo
Durante le spedizioni marittime nel Mar Nero e nel Mediterraneo orientale, la bandiera degli Stati Uniti delle Isole Ionie veniva spesso utilizzata come bandiera di comodo dalle navi greche per rivendicare la protezione dell'Impero britannico. L'ambasciatore britannico nell'Impero ottomano, Percy Smythe, ne fu talmente infastidito che scrisse al suo omologo ionico affermando che "Bisogna insegnare ai sudditi degli Stati ionici che la loro bandiera è troppo rispettabile per essere convertita in una mera questione di convenienza occasionale".
Durante la guerra di Crimea, si presumeva che le navi battenti bandiera delle Isole Ioniche non potessero commerciare con la Russia. Tuttavia, il Comitato giudiziario del Consiglio della Corona della Corte dell'Ammiragliato, ritenne nel 1855 che le Isole Ionie non erano in guerra con l'Impero russo, poiché il Regno Unito non aveva dichiarato la guerra per loro conto, non menzionandole nella dichiarazione originale. La sentenza affermava anche che le navi battenti bandiera ionica non erano britanniche e che i cittadini ionici non erano soggetti britannici poiché gli Stati Uniti delle Isole Ionie erano un protettorato e non una colonia.
Pertanto, le navi battenti bandiera ionica erano autorizzate a commerciare con la Russia durante la guerra di Crimea, mentre le navi britanniche non lo erano, ma non godevano dei diritti e della protezione del Regno Unito.

## Fine dell'utilizzo
Nel 1864 con il Trattato di Londra, gli Stati Uniti delle Isole Ionie passarono sotto il controllo del regno di Grecia. Questo gesto di buona volontà avvenne dopo il rifiuto del principe Alfredo di Sassonia di accettare il trono greco nonostante la richiesta da parte della popolazione greca. Dopo l'annessione delle isole ioniche, la bandiera degli Stati Uniti cessò di avere un utilizzo e fu sostituita dalla bandiera della Grecia.